# 郑河乡
郑河乡，是中华人民共和国甘肃省平凉市庄浪县下辖的一个乡镇级行政单位。

## 行政区划
郑河乡下辖以下地区：
庙川村、史川村、具峡村、拉连寺村、史洼村、卢洼村、郑河村、条牛沟村、上寨村、下寨村、龙湾村和阴洼村。